# Coleophora ledi
Espèce

Coleophora ledi est une espèce de lépidoptères (papillons) de la famille des Coleophoridae. On le trouve de la Fennoscandie et le Nord de la  Russie jusqu'aux Pyrénées et aux Alpes. 
À l'est, cet insecte se propage jusqu'au Japon. En dehors de l'Eurasie, il est connu en Amérique du Nord où on le trouve à l'Est du Canada, au Michigan et en Alaska.

## Description
L'envergure de l'adulte va de 10 à 13 mm.

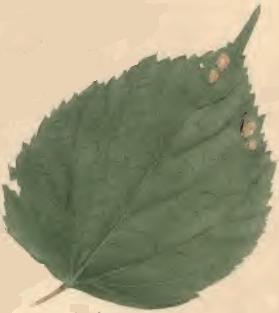
Feuille minée de Tilia (tilleul) avec un fourreau de larve.

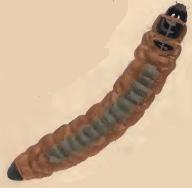
Larve.

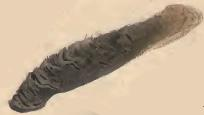
Fourreau de larve.

La larve se nourrit sur Ledum palustre (Lédon des marais), Ledum groenlandicum (Rhododendron du Groenland) et Chamaedaphne calyculata (Cassandre caliculé). Elle se fabrique un fourreau fortement incurvé. Au milieu de cet étui, on trouve des fragments de feuilles.
Les jeunes chenilles passent l'hiver dans de petits « cocons ». Tôt au printemps, quand elles se nourrissent et grandissent, les chenilles agrandissent leur fourreau de protection en ajoutant des séries d'anneaux constitués de morceaux de feuilles collés de tous côtés.
Elles minent intérieurement les feuilles, ce qui se remarque facilement aux taches brunes visibles sur le dessus du limbe. La larve atteint la maturité fin avril, début mai, se nourrissant sur les jeunes feuilles de l'année. L'adulte (imago) apparaît du début à la mi-mai, se révélant parfois diurne.